# اختصار الكلمات بالعبرية
النُّوطَارِيقُون (נוֹטָרִיקוֹן بالأرامية) في العبرية هي طريقة لاختصار الكلمات تكون في الغالب بكتابة حروفها الأولى (راشي تبوت) أو الأخيرة (سوفي تبوت) ثم جمعها في لفظة واحدة.

## «راشي تبوت» و«سوفي تبوت»
راشِي تِبُوت (רָאשֵׁי תֵּבוֹת، تلفظ ‎[raʃei tevot]‏ وهي اسم جمع) ومعناها «رؤوس كلمات»، هي الألفاظ المركبة من الحروف الأولى لمجموعة من الكلمات، أما سُوفِي تِبُوت (סוֹפִי תֵּבוֹת وتلفظ ‎[sofi tevot]‏) ومعناها «نهايات كلمات» فالمركبات من الحروف الأخيرة.
اشتهرت الطريقتان خاصة عند أهل القبالة حيث استعملوها لاستنباط المعاني من نصوص الكتاب المقدس اليهودي وربما التلمود وتأويلها. وكذلك استعملتها آخرون حيث صاغوا اسم الرب يهوه (יהוה) من الحروف الأولى لكلمات جملة يَشوع هَنصري وَملك هَيهوديم (ישוע הנצרי ומלך היהודים «يسوع الناصري ملك اليهود») وكذا من الحروف الأخيرة لكلمات عبارة ميْ يعلهْ لنوْ هشميمهْ (מי יעלה לנו השמימה «من يصعد لأجلنا إلى السماء»).
أطلقت التسميتان فيما بعد على جميع الاختصارات المستعملة في العبرية؛ والتي يمكن تمييزها بعلامتي جرش وجرشييم، فالعلامة الأولى ترسم قبل الحرف الأخير للفظة التي تُقرأ بالتهجي حرفا حرفا (إنسيالسم) والثانية قبل الحرف الأخير للفظة التي تُقرأ بالدَّرج كأي كلمة أخرى (أكرونيم).

## قصور
قِصور (קִצּוּר، وקיצור بلا نيقود وتلفظ ‎[kitsur]‏)، ويقصد به تقصير الكلام واختصاره، يكون غالبا باقتضاب جزء واحد من كلمة واحدة خطا لا لفظا، وترسم علامة جرش في موضع الجزء المقتضب. فمثلا، كلمة גְּבֶרֶת (‎[ɡe'veret]‏، «سيدة») تقصر فتصير גב׳ وكلمة מֶטֶר (‎[meter]‏ «متر») تصير מ׳.